# Hektar

Hektar

Hektar, ha – jednostka powierzchni używana między innymi w rolnictwie, leśnictwie i geodezji (ewidencja gruntów i budynków). 1 hektar jest to pole powierzchni kwadratu o boku 100 m. Hektar to jeden hektometr kwadratowy.
Nazwa pochodzi od przedrostka „hekto-” oznaczającego 100 i nazwy jednostki miary „ar”.
1 ha = 100 a = 10 000 m² = 1 hm² = 0,01 km²
1 km² = 100 ha